# Batesbeltia beltii
Batesbeltia beltii är en skalbaggsart som först beskrevs av Bates 1872.  Batesbeltia beltii ingår i släktet Batesbeltia och familjen långhorningar.
Artens utbredningsområde är:
- Costa Rica.
- Nicaragua.

Inga underarter finns listade.